# Igal Talmi

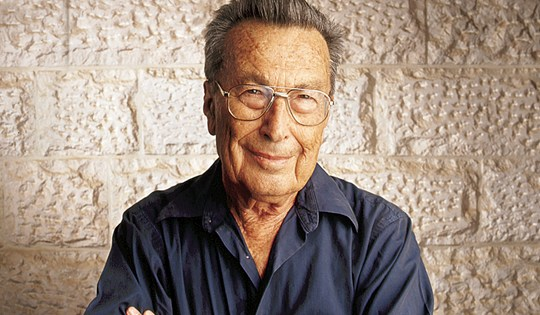
Igal Talmi (2003)

Igal Talmi (* 31. Januar 1925 in Kiew) ist ein israelischer theoretischer Kernphysiker.

## Leben
Talmi wanderte schon 1925 mit seiner Familie ins damalige Palästina ein. Sie lebten in der 1921 gegründeten Kommune („Moschav“) Kfar Yehezkel bei Afula in der Jesreelebene. Talmi besuchte das Gymnasium in Tel Aviv (Abschluss 1942) und studierte ab 1943 Physik bei Giulio Racah an der Hebrew University, wo er 1947 seinen Abschluss machte. 1947 bis 1949 kämpfte er in der Hagana (Palmach) im israelischen Unabhängigkeitskrieg. 1949 ging er an die ETH Zürich, wo er 1952 bei Wolfgang Pauli promovierte. 1952 bis 1954 war er als Post-Doc an der Princeton University bei Eugene Paul Wigner. Ab 1954 war er wie sein Kollege Amos de-Shalit am Weizmann-Institut für Wissenschaften, wo er 1958 Professor wurde. Ab 1967 war er bis 1976 Leiter der Abteilung Kernphysik am Weizmann-Institut (als Nachfolger von de Shalit, der Direktor wurde, aber schon früh 1969 verstarb). 1970 bis 1984 war er Dekan der Physik-Fakultät am Weizmann-Institut. 1994 emeritierte er. Er war unter anderem Gastprofessor an der Princeton University, der Stanford University, dem Massachusetts Institute of Technology, der Yale University und der State University of New York (SUNY).
Talmi ist vor allem für Arbeiten über das Schalenmodell der Atomkerne bekannt, über das er ein Lehrbuch mit de Shalit schrieb. In den 1980er Jahren beschäftigte er sich mit der Schalenmodell-Basis der Interacting Boson Approximation.
Er war auch am israelischen Kerntechnikprogramm beteiligt. Er war in der israelischen Atomenergiekommission.
Seit 1963 ist er Mitglied der Israelischen Akademie der Wissenschaften, wo er 1974 bis 1980 Vorsitzender der Wissenschafts-Abteilung (Chairman der Division of Science) war. 1972 wurde er Fellow der American Physical Society.
Er war seit 1949 verheiratet und hat einen Sohn und eine Tochter.

## Auszeichnungen
- 1962 Weizmann Preis der Stadt Tel Aviv
- 1965 Israel-Preis für Arbeiten zum Schalenmodell (mit Amos de-Shalit)
- 1971 Rothschild-Preis
- 2000 Hans-A.-Bethe-Preis der American Physical Society
- 2003 EMET-Preis

## Schriften (Auswahl)

### Fachartikel und Kapitel
- Igal Talmi: Effective Interactions and Coupling Schemes in Nuclei. In: Reviews of Modern Physics. Band 34, Nr. 4, 1. Oktober 1962, S. 704–722, doi:10.1103/RevModPhys.34.704 (englisch).
- F. Iachello, I. Talmi: Shell-model foundations of the interacting boson model. In: Reviews of Modern Physics. Band 59, Nr. 2, 1. April 1987, S. 339–361, doi:10.1103/RevModPhys.59.339 (englisch).
- Igal Talmi: Fifty Years of the Shell Model — The Quest for the Effective Interaction. In: J. W. Negele, E. W. Vogt (Hrsg.): Advances in Nuclear Physics (= Advances in Nuclear Physics). Band 27. Springer US, Boston, MA 2003, ISBN 0-306-47708-4, S. 1–275, doi:10.1007/0-306-47916-8_1 (englisch).

### Monographien
- Amos de Shalit, Igal Talmi: Nuclear Shell Theory. Dover Publications, Mineola, NY 2004, ISBN 0-486-43933-X (englisch, archive.org [abgerufen am 10. April 2023]).
- Igal Talmi: Simple Models of Complex Nuclei: The Shell Model and Interacting Boson Model. 1. Auflage. Routledge, 2017, ISBN 978-0-203-73971-6, doi:10.1201/9780203739716 (englisch).